# Talmej Jafe
Talmej Jafe (hebrejsky תַּלְמֵי יָפֶה, doslova „Jafeho brázdy“, v oficiálním přepisu do angličtiny Talme Yafe, přepisováno též Talmei Yafe) je vesnice typu mošav v Izraeli, v Jižním distriktu, v Oblastní radě Chof Aškelon.

## Geografie
Leží v nadmořské výšce 76 metrů v pobřežní nížině, v regionu Šefela. Severně od vesnice prochází vádí Nachal Tejma, které pak ústí do vádí Nachal Ge'a.
Obec se nachází 8 kilometrů od břehu Středozemního moře, cca 53 kilometrů jihojihozápadně od centra Tel Avivu, cca 62 kilometrů jihozápadně od historického jádra Jeruzalému a 7 kilometrů jihovýchodně od města Aškelon. Talmej Jafe obývají Židé, přičemž osídlení v tomto regionu je etnicky převážně židovské.
Talmej Jafe je na dopravní síť napojen pomocí lokální silnice číslo 3412. Podél jižní strany obce probíhá železniční trať Kirjat Gat-Aškelon, která je ale využívána pouze jako průmyslová vlečka.

## Dějiny
Talmej Jafe byl založen v roce 1950. Zakladateli mošavu byli Židé z Polska a Rumunska. Na vzniku osady se podíleli členové mládežnického hnutí ha-No'ar ha-cijoni.
Fungují tu sportovní areály. Vesnice je pojmenována podle předáka organizace Keren ha-jesod Arjeho Leiba Jafeho (1876-1948).

## Demografie
Podle údajů z roku 2014 tvořili naprostou většinu obyvatel v Talmej Jafe Židé (včetně statistické kategorie "ostatní", která zahrnuje nearabské obyvatele židovského původu ale bez formální příslušnosti k židovskému náboženství).
Jde o menší obec vesnického typu s dlouhodobě silně rostoucí populací. K 31. prosinci 2014 zde žilo 786 lidí. Během roku 2014 populace stoupla o 6,4 %.
| Rok            | 1961 | 1972 | 1983 | 1995 | 2001 | 2003 | 2004 | 2005 | 2006 | 2007 | 2008 | 2009 | 2010 | 2011 | 2012 | 2013 | 2014 |
| -------------- | ---- | ---- | ---- | ---- | ---- | ---- | ---- | ---- | ---- | ---- | ---- | ---- | ---- | ---- | ---- | ---- | ---- |
| Počet obyvatel | 48   | 88   | 120  | 137  | 122  | 126  | 133  | 139  | 139  | 176  | 276  | 525  | 621  | 638  | 688  | 739  | 786  |